# Deruluft
 (septembre 2007).
Si vous disposez d'ouvrages ou d'articles de référence ou si vous connaissez des sites web de qualité traitant du thème abordé ici, merci de compléter l'article en donnant les références utiles à sa vérifiabilité et en les liant à la section « Notes et références ».

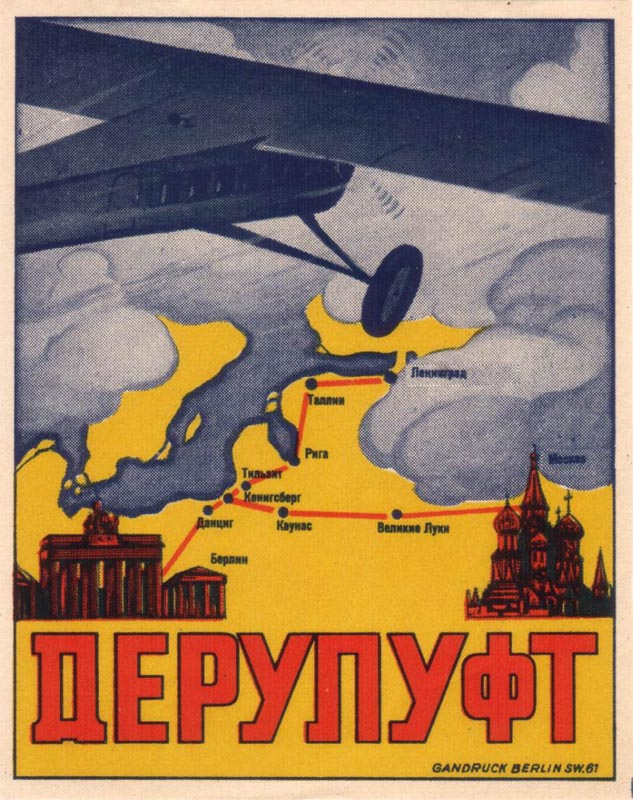
Publicité de Deruluft en langue russe

Deruluft est le nom d'une compagnie aérienne russo-allemande (Deutsch-Russische-Luftverkehrsgesellschaft) créée en novembre 1921. Le gouvernement soviétique détenait 50 % des parts et une compagnie aérienne privée allemande membre de Aero-Union l'autre moitié.
Deruluft a cessé ses activités le 31 mars 1937 en raison de la détérioration des relations germano-soviétiques et du retrait de la concession soviétique pour le service.
Deruluft est l'ancêtre de la Lufthansa.